# ローレライ (小惑星)
ローレライ (165 Loreley) は、小惑星帯に位置する比較的大きい小惑星の一つ。
1876年8月9日にアメリカ合衆国の天文学者、クリスチャン・H・F・ピーターズによりニューヨーク州クリントンで発見され、ドイツの民話ローレライ伝説にちなんで命名された。
2003年7月20日に掩蔽が観測された。